# Šachy na Letní univerziádě 2013
Soutěže v šachu na letní univerziádě 2013 probíhaly v budově dostihového závodiště v období 9. až 15. července 2013.
Turnaj probíhal ve spolupráci s Mezinárodní šachovou federací (FIDE). Hrálo se podle švýcarského systému. 

## Česká stopa
- Eva Kulovaná (VUTBR) - obsadila konečné 27. místo

## Výsledky
|               | Zlato                            | Stříbro                                                         | Bronz                                                  |
| ------------- | -------------------------------- | --------------------------------------------------------------- | ------------------------------------------------------ |
| muži podrobně | Wesley So (PHI)                  | Zaven Andriasjan (ARM)                                          | Li Čchao (CHN)                                         |
| ženy podrobně | Čao Süe (CHN)                    | Ťü Wen-Ťün (CHN)                                                | Tchan Čong-Ji (CHN)                                    |
| týmy          | Čína Ťü Wen-Ťün Li Čchao Čao Süe | Rusko Anastasija Bodnaruková Maxim Matlakov Anastasija Savinová | Polsko Klaudia Kulonová Wojciech Moranda Jacek Tomczak |